# Françoise Molgah Abougnima
Françoise Molgah Abougnima, née le 29 janvier 1960 à Lomé, est une juriste, écrivaine et femme politique togolaise.

## Biographie
Après un baccalauréat scientifique série D, Molgah Abougnima Kadjaka fait ses études à la faculté de droit à l'Université de Lomé,. Elle se présente comme notaire et occupe une fonction de présidente honoraire au sein de la chambre des notaires du Togo, après avoir occupé la présidence de cette organisation au début des années 2010.

## Prises de positions
Elle agit en faveur de l'autonomisation et la protection des femmes, dont les veuves, et contre les violences sexistes,. Elle agit au sein d'une association (l’Association Aide et action à la veuve, à l’orphelin et à l’enfant déshérité  ou AAVOED).

## Distinctions honorifiques
Molgah est nommée le 29 janvier 2022 Meilleure Femme Manager de l'année 2021. Elle remporte également le Grand Prix Tam Tam d'Afrique Awards. La récompense lui a été remise le 30 novembre 2018 à Cotonou au Bénin.

## Vie privée
Françoise Molgah Abougnima  est mariée. Elle est mère de 3 enfants.

## Œuvres
- Accès de la Femme aux instances décisionnelles et aux fonctions électives, situation, opportunités, leviers et stratégies, Togo, Éditions Awoudy, 26 novembre 2022[9],[10].
- Manuel de leadership pour la jeune fille, Togo, Éditions Awoudy, 26 novembre 2022[9],[10].